# كازوهيرو موراتا
كادْزُهيرو موراتا (باليابانية: 村田 一弘) (12 مايو 1969 في ناغاساكي في اليابان – )؛ هو لاعب كرة قدم ياباني سابق كان يلعب كمدافع.

## وصلات خارجية
- كازوهيرو موراتا على موقع رابطة كرة القدم اليابانية للمحترفين (اليابانية)
- كازوهيرو موراتا على موقع Soccerway.com (الإنجليزية)
- كازوهيرو موراتا على موقع عالم كرة القدم.نت (الإنجليزية)